# 辛哈拉加森林保护区
辛哈拉加森林保护区（Sinharaja Forest Reserve）为斯里兰卡的国家公园之一，位于斯里兰卡西南部，是斯里兰卡唯一仅存的原始热带雨林。这里60%以上的树木都是当地特有树种，其中许多属于珍稀树种。保护区里还生存着很多当地特有的野生动物，并以鸟类居多。保护区还是斯里兰卡50%以上的哺乳动物和蝴蝶生存的家园，也是种类繁多的各种昆虫、爬行动物和珍稀两栖动物繁衍生息的地方。其被联合国教科文组织指定为生物圈保护区及世界遗产。